# Moana Mahu

Découpage de la ZEE de Niue. Moana Mahu occupe la portion sud-est.

Moana Mahu est une aire marine protégée, créée en 2020, à Niue, qui occupe 40% de la zone économique exclusive du pays, soit 127 000 Km2. La pêche y est interdite.

## Histoire
Les récifs de Niue subissaient des dommages environnementaux depuis plusieurs décennies, quand le processus de création de l'aire protégée a démarré, avec notamment les conséquences du cyclone Heta de 2004.
En 2017, le gouvernement de Niue a annoncé sa volonté de protéger 40 % de sa zone économique exclusive. Il s'est ensuivi une analyse juridique, à partir de 2018, et en septembre 2019 le Parlement de Niue a voté un amendement à la loi sur la zone marine permettant ce classement comme aire marine protégée. Enfin, en avril 2020, le premier ministre de Niue, Toke Talagi a formellement signé le texte créant l'aire protégée Moana Mahu.

## Géographie
L'aire marine de large échelle comprend le Récif de Beveridge et son aire de gestion spéciale Nukutulueatama.

## Biodiversité
L’expédition menée en 2016 par National geographic pristine seas avait permis de dénombrer 300 espèces de poissons dans les eaux territoriales de Niue, avec une biomasse bien plus élevée dans le récif de Beveridge qu'autour de l'île de Niue où elle est parmi les plus faible du pacifique, à cette époque. De plus la diversité spécifique en pleine mer semble pauvre.

### Vidéos
- Niue ocean wide project sur youtube.
- Live depuis Niue sur youtube.